# Rtanj (gmina Boljevac)
Rtanj (cyr. Ртањ) – wieś w Serbii, w okręgu zajeczarskim, w gminie Boljevac. W 2011 roku liczyła 120 mieszkańców.